# ブルガリア緑の党
ブルガリア緑の党（ブルガリアみどりのとう、ブルガリア語: Зелена партия в България、Zelena Partija、英語: Green Party of Bulgaria）は、ブルガリアの環境政党。ブルガリア社会党を中心とする政治ブロック「ブルガリアのための連合」を構成し、2005年議会選挙における同連合が勝利したことにより、緑の党も連立与党を構成している。総選挙では議席を獲得することができなかったが、司法次官にディミタル・ボンガロフが就任している。

## 関連事項
- 緑の党
- 環境主義
- 自然保護団体